# Château de Fourquevaux
Le château de Fourquevaux est situé dans la commune de Fourquevaux en Haute-Garonne.

## Historique
Au XIIIe siècle fut érigée une tour carrée à la confluence de deux ruisseaux. Le château lui-même date du XVe siècle. Une orangerie y a été construite en 1750.
Les façades et les toitures ont été classées monument historique en 1979.

## Galerie

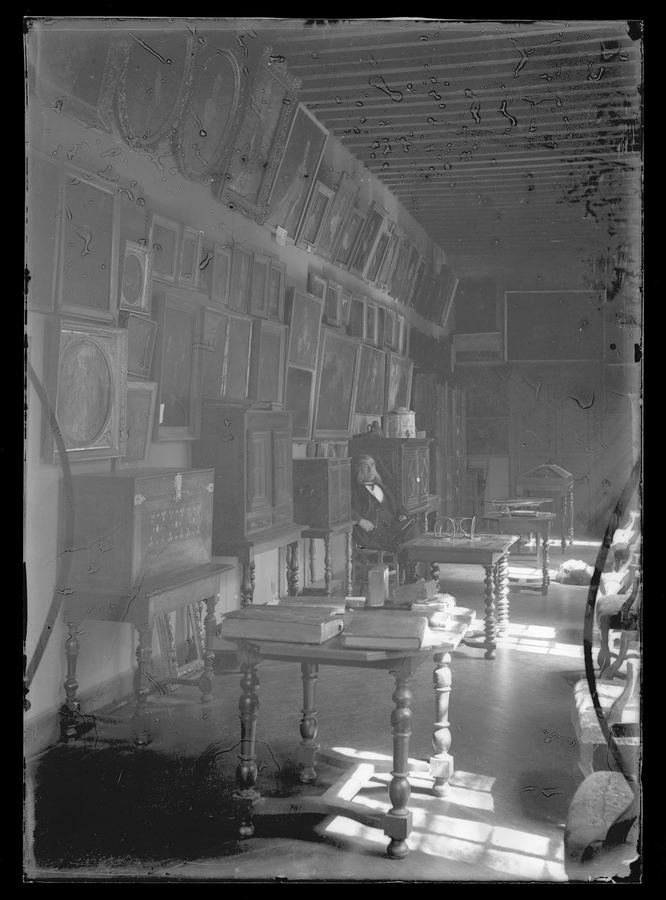
Vue latérale de la galerie de peinture du château, entre 1858 et 1907 - Photographie Eugène Trutat  (1840–1910).
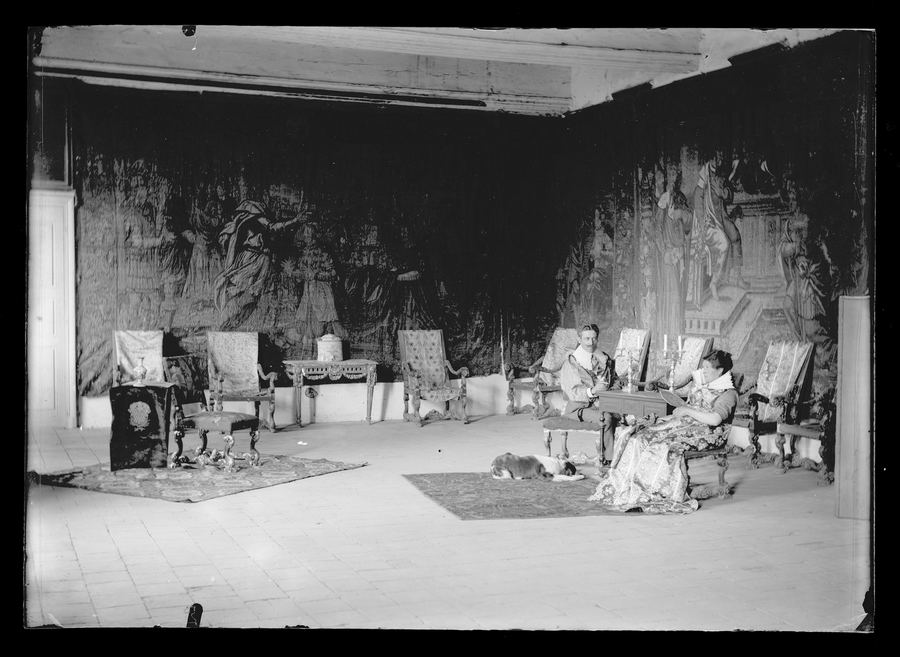
Reconstitution historique dans le grand salon du château - Photographie Eugène Trutat  (1840–1910).